# Jon Henrik Fjällgren
Jon Henrik Mario Fjällgren (Cali, Colombia, 26 april 1987) is een Zweeds - Sámi- zanger en jojkare, een tolk van Sámi- joik . Hij was de winnaar van Talang Sverige 2014, de Zweedse versie van Got Talent .   

## Biografie
Fjällgren werd geboren in Cali, Colombia. Eerst woonde hij in een inheems Colombiaans dorp en verhuisde later naar een weeshuis. Fjällgren werd later geadopteerd door een Zweedse Sami- familie en werd onderdeel van een Siidagemeenschap in Mittådalen, een foerageergebied voor rendieren waar hij werkte als rendierherder.  
Fjällgren heeft in verschillende interviews onthuld dat hij als kind werd gepest omdat hij een donkere huid had en een Sami was.  
Fjällgren begon met het zingen van lokale traditionele liedjes toen hij 14 was. Hij werd bekend toen hij zong in aanwezigheid van Carl XVI Gustaf en koningin Silvia die kerkdiensten bijwoonden in een kerk in Funäsdalen. Toen hij 16 was, bracht hij een album uit getiteld Onne vielle.

## Carrière
Op 26-jarige leeftijd nam hij deel aan de Zweedse Talang Sverige 2014- competitie en won hij kijkers met zijn interpretaties van traditionele Sami-liedjes. Hij deed auditie met een ontroerende vertolking van "Daniel's Joik" opgedragen aan zijn beste vriend Daniel, die stierf aan diabetes.  Na het winnen van de competitie en het prijzengeld van 1 miljoen Zweedse kroon, bracht hij op 19 mei 2014 zijn studioalbum Goeksegh uit, voornamelijk gebaseerd op materiaal dat hij tijdens de wedstrijd had uitgevoerd. Volgens een verklaring die hij gaf in een interview op de Colombiaanse tv, richtte hij een diabetesstichting op met het prijzengeld ter ere van zijn overleden vriend Daniel.        
Zijn drie liedjes: Daniel's Joik, Jag är fri (Manne leam frijje) en Norrsken zijn allemaal verschenen in de promotiefilms van Stockholm / Åre om de Olympische en Paralympische Winterspelen van 2026 te organiseren. 
- Gemeinsame Normdatei: 1258834383
- International Standard Name Identifier: 0000 0004 6557 1031
- MusicBrainz: 4ca9336a-e289-46f0-b727-aebf2b322a84
- Virtual International Authority File: 252149066593265601908